# Idea hypata
Idea hypata är en fjärilsart som beskrevs av Hans Fruhstorfer 1910. Idea hypata ingår i släktet Idea och familjen praktfjärilar. Inga underarter finns listade i Catalogue of Life.